# Остров (Хваловское сельское поселение)
О́стров — деревня в Хваловском сельском поселении Волховского района Ленинградской области.

## История
Деревня Остров упоминается на карте Ф. Ф. Шуберта 1844 года.
В конце XIX — начале XX века деревня административно относилась к Сугоровской волости 1-го стана 1-го земского участка Тихвинского уезда Новгородской губернии.

ОСТРОВ — деревня Прокшеницкого сельского общества, число дворов — 27, число домов — 27, число жителей: 88 м. п., 98 ж. п.; 

Занятие жителей — земледелие, лесные заработки. Смежна с усадьбой Большой Двор. (1910 год)

С 1917 по 1918 год деревня входила в состав Сугоровской волости Тихвинского уезда Новгородской губернии.
С 1918 года в составе Череповецкой губернии.
С 1927 года в составе Воскресенского сельсовета Тихвинского района.
С 1928 года в составе Волховского района. В 1928 году население деревни составляло 201 человек.
Согласно карте Ленинградской области Северо-западного аэрогеодезического треста ГГУ издания 1932 года деревня насчитывала 15 крестьянских дворов, на реке располагалась водяная мукомольная мельница.
По данным 1933 года деревня Остров входила в состав Воскресенского сельсовета Волховского района.
С 1946 года в составе Новоладожского района.
В 1958 году население деревни составляло 60 человек.
С 1963 года вновь в составе Волховского района.
По данным 1966 и 1973 годов деревня Остров также входила в состав Воскресенского сельсовета.
По данным 1990 года деревня Остров входила в состав Хваловского сельсовета.
В 1997 году в деревне Остров Хваловской волости проживали 4 человека, в 2002 году — 17 человек (русские — 94 %).
В 2007 году в деревне Остров Хваловского СП — также 17 человек.

## География
Деревня расположена в юго-восточной части района близ автодороги А114 (Вологда — Новая Ладога).
Расстояние до административного центра поселения — 19 км.
Расстояние до ближайшей железнодорожной станции Колчаново — 38 км.
Деревня находится на правом берегу реки Кусеги.

## Демография
| 1910 | 1997 | 2007 | 2010 | 2017 |
| ---- | ---- | ---- | ---- | ---- |
| 186  | ↘4   | ↗17  | ↗18  | ↗23  |

### Национальный состав
Согласно данным Всероссийской переписи населения 2021 года в деревне проживали 12 человек, из них русские — 9, молдаване — 3 человека.